# Nekrolog 1836
Nekrolog
◄◄
| ◄
| 1832
| 1833
| 1834
| 1835
| 1836 | 1837 | 1838 | 1839 | 1840 | ► | ►►
Weitere Ereignisse | Allgemeiner Nekrolog 1836
Die Beschreibung der verstorbenen Person sollte so kurz wie möglich gehalten sein und nur deren signifikante Tätigkeit(en) enthalten.
Neue Namen ggf. auch unter dem Geburts- und Sterbedatum, also etwa unter 1. Januar und im Geburts- und Sterbejahr (2024) eintragen (nur bei entsprechender großer Wichtigkeit). Für Beispiele siehe die schon vorhandenen Artikel.
Außerdem über die fünf zuletzt Verstorbenen, zu denen es einen ausreichend guten Artikel für eine Präsentation auf der Hauptseite gibt, nach der todesbedingten Überarbeitung der Artikel ggf. auch unter Wikipedia Diskussion:Hauptseite informieren und sie am besten auch in den anderen Wikipedia-Sprachversionen eintragen. Tipp: Regelmäßig bei news.google.de nach „ist tot“, „gestorben“ oder „verstorben“ suchen.
Wenn eine Person gestorben ist, gibt es viele Seiten zu dieser Person in der Wikipedia, die davon auch betroffen sind und entsprechend aktualisiert werden müssen. Beispiele: Namenübersichtsseite, Geburtsjahr, Geburtsort-Seiten und viele mehr.
Wie finde ich die betroffenen Seiten?
Im Suchfeld auf der linken Seite gibt man den Suchbegriff so ein: „Vorname Nachname“. Dann klickt man auf Volltext und alle Seiten mit entsprechendem Suchtext werden aufgerufen. Hier sieht man dann schnell, wo auch das Todesjahr Sinn macht oder sogar ein Teil des Artikels angepasst werden muss. Auch hilft das „Werkzeug“ auf der linken Seite sehr gut, um solche Seiten aufzufinden: „Links auf diese Seite“. Somit ist die Wikipedia wieder aktuell in allen Bereichen! Hinweis: bei Eintragung der Kategorie „Gestorben JAHR“ wird der Missbrauchsfilter 49 ausgelöst, was jedoch nicht schlimm ist. Siehe: Spezial:Missbrauchsfilter/49
Dies ist eine Liste von im Jahr 1836 verstorbenen bekannten Persönlichkeiten. Die Einträge erfolgen innerhalb der einzelnen Daten alphabetisch sortiert. Tiere sind im Nekrolog für Tiere zu finden.

## Januar
| Tag        | Name                                     | Beruf, bekannt als                                                            | Alter | Beleg |
| ---------- | ---------------------------------------- | ----------------------------------------------------------------------------- | ----- | ----- |
| 3. Januar  | Franz Josef Ignaz von Linden             | deutscher Jurist und Politiker                                                | 75    |       |
| 3. Januar  | William North                            | US-amerikanischer Politiker                                                   |       |       |
| 3. Januar  | Friedrich Witt                           | deutscher Kapellmeister und Komponist                                         | 65    |       |
| 4. Januar  | Anton Michael Wohlfarth                  | Zisterzienser, Abt                                                            | 79    |       |
| 5. Januar  | Johann Viktor Gruol der Ältere           | deutscher Orgelbauer                                                          |       |       |
| 8. Januar  | Alexander Gibsone                        | schottischer Kaufmann in Danzig                                               | 65    |       |
| 9. Januar  | Pierre-François Lacenaire                | französischer Dichter, Verbrecher und Mörder                                  | 32    |       |
| 9. Januar  | Wilhelm Steiger                          | Schweizer Theologe                                                            | 26    |       |
| 9. Januar  | Friedrich Christoph Weisser              | deutscher Schriftsteller                                                      | 74    |       |
| 11. Januar | John Molson                              | englisch-kanadischer Bierbrauer, Schiffseigner, Bankier und Politiker         | 72    |       |
| 12. Januar | Friedrich von Katte                      | preußischer Offizier und Freiheitskämpfer                                     | 65    |       |
| 12. Januar | Gerhard Vieth                            | deutscher Lehrer und Turnpädagoge                                             | 73    |       |
| 13. Januar | Clemens von Althaus                      | Befreiungskämpfer und Kartograf                                               | 44    |       |
| 14. Januar | Carl Christoph Traugott Tauchnitz        | deutscher Buchdrucker und Verleger                                            | 74    |       |
| 16. Januar | Heinrich Christoph Kolbe                 | deutscher Maler                                                               | 64    |       |
| 16. Januar | Johann Friedrich Degen                   | deutscher Pädagoge, Philologe, Übersetzer und Lyriker                         | 83    |       |
| 16. Januar | Joseph Lagrange                          | französischer Divisionsgeneral                                                | 73    |       |
| 16. Januar | Franz Xaver von Saint-Julien             | österreichischer General                                                      | 79    |       |
| 17. Januar | Benjamin Gotthold Weiske                 | deutscher Klassischer Philologe                                               | 52    |       |
| 18. Januar | Platon Petrowitsch Beketow               | russischer Verleger                                                           | 74    |       |
| 19. Januar | Philipp Lorenz Geiger                    | deutscher Chemiker und Pharmazeut                                             | 50    |       |
| 20. Januar | David Hieronymus Grindel                 | lettischer Arzt, Pharmazeut, Chemiker und Botaniker                           | 59    |       |
| 21. Januar | Manuel Alvarado e Hidalgo                | Präsident von Costa Rica                                                      | 52    |       |
| 21. Januar | André Étienne d’Audebert de Férussac     | französischer Naturforscher                                                   | 49    |       |
| 22. Januar | John Gloninger                           | US-amerikanischer Politiker                                                   | 77    |       |
| 24. Januar | Robert Waln                              | US-amerikanischer Politiker                                                   | 70    |       |
| 25. Januar | Robert Williams                          | US-amerikanischer Politiker                                                   | 62    |       |
| 26. Januar | Jacques Alexandre François Allix de Vaux | französischer General und Graf                                                | 67    |       |
| 27. Januar | Rudolf Kinsky von Wchinitz und Tettau    | böhmischer Adliger                                                            | 33    |       |
| 27. Januar | Ludwig Philipp Strack                    | deutscher Maler, Lithograf und Kupferstecher                                  | 74    |       |
| 27. Januar | Wilhelmine von Baden                     | deutsche Adelige, als Frau Ludwigs II., Großherzogin von Hessen und bei Rhein | 47    |       |
| 28. Januar | Marie von Clausewitz                     | Ehefrau des preußischen Generals und Militärtheoretikers Carl von Clausewitz  | 56    |       |
| 28. Januar | John H. Fulton                           | US-amerikanischer Politiker                                                   |       |       |
| 30. Januar | Albert François Deriot                   | französischer Divisionsgeneral der Infanterie                                 | 70    |       |
| 30. Januar | Betsy Ross                               | nähte angeblich die erste Flagge der USA                                      | 84    |       |
| 31. Januar | John Cheyne                              | schottischer Arzt                                                             | 58    |       |
| 31. Januar | Maria Christina von Savoyen              | Prinzessin von Sardinien und Savoyen sowie Königin beider Sizilien            | 23    |       |

## Februar
| Tag         | Name                          | Beruf, bekannt als | Alter | Beleg |
| ----------- | ----------------------------- | --- | ----- | ----- |
| 2. Februar  | Johann Peter Hundeiker        | deutscher Pädagoge | 84    |       |
| 2. Februar  | Laetitia Ramolino             | Ehefrau von Carlo di Buonaparte und Mutter Napoléon Bonapartes                                                                                                 | 85    |       |
| 3. Februar  | Leopold Wilhelm von Dobschütz | preußischer General der Kavallerie | 73    |       |
| 3. Februar  | John B. Earle                 | US-amerikanischer Politiker | 69    |       |
| 3. Februar  | Johann August Görenz          | deutscher Pädagoge und Bibliothekar | 70    |       |
| 4. Februar  | William Gell                  | britischer Archäologe | 58    |       |
| 4. Februar  | Christiane Schumann           | Mutter des Komponisten Robert Schumann | 68    |       |
| 5. Februar  | Johann Mayrhofer              | österreichischer Dichter | 48    |       |
| 6. Februar  | Friedrich Hoffmann            | deutscher Geologe und Vulkanologe | 38    |       |
| 6. Februar  | Johann Friedrich Krüger       | deutscher Autor |       |       |
| 8. Februar  | Antonio Albertini             | italienischer Dichter | 59    |       |
| 8. Februar  | Franziska Stading             | deutsche Opernsängerin |       |       |
| 10. Februar | Marie Lavoisier               | französische Chemikerin | 78    |       |
| 14. Februar | Richard Adolph Dammert        | deutscher Wasserbaudirektor |       |       |
| 15. Februar | Friedrich Lehne               | Mainzer Jakobiner, Bibliothekar, Professor und Dichter | 64    |       |
| 17. Februar | Hubert Auer                   | römisch-katholischer Theologe, Fürstbischöflicher Delegat für Brandenburg und Pommern, Propst von St. Hedwig in Berlin, Domherr zu Breslau, Dompropst zu Trier | 55    |       |
| 18. Februar | Levi Hubbard                  | US-amerikanischer Politiker | 73    |       |
| 19. Februar | Joseph Fieschi                | korsischer Attentäter | 45    |       |
| 19. Februar | Johann Ernst Parow            | deutscher evangelischer Theologe und Hochschullehrer | 64    |       |
| 19. Februar | Felipe Santiago de Salaverry  | Staatspräsident von Peru |       |       |
| 20. Februar | Johann Georg Ilg              | österreichischer Mediziner |       |       |
| 20. Februar | Carl Theodor Severin          | deutscher Architekt | 72    |       |
| 21. Februar | Philipp Jakob Karrer          | deutscher Aufklärer als Pädagoge und reformierter Pfarrer | 73    |       |
| 21. Februar | Daniel Ludwig Wallis          | deutscher Rechtsanwalt | 43    |       |
| 22. Februar | Alois Martin David            | deutscher Astronom, Priester und Kartograph | 78    |       |
| 24. Februar | Dániel Berzsenyi              | ungarischer Dichter | 59    |       |
| 24. Februar | Georg von Falck               | General und Kriegsminister Großherzogtum Hessen | 49    |       |
| 24. Februar | Wichard Wilhelm von Heyden    | Rittergutsbesitzer, Mitglied des Provinziallandtags der Provinz Pommern                                                                                        | 53    |       |
| 25. Februar | Bolling Hall                  | US-amerikanischer Politiker | 68    |       |
| 27. Februar | Gustav Bunsen                 | deutscher Chirurg und Freiheitskämpfer | 31    |       |
| 28. Februar | Friedrich August Grotefend    | deutscher Philologe | 37    |       |

## März
| Tag      | Name                                      | Beruf, bekannt als                                                                   | Alter | Beleg |
| -------- | ----------------------------------------- | ------------------------------------------------------------------------------------ | ----- | ----- |
| 1. März  | Ludwig Ferdinand Niemann                  | deutscher Heimatforscher und Sachbuchautor                                           | 54    |       |
| 2. März  | Heinrich Andriano                         | Mannheimer Bürgermeister (1833–1835)                                                 |       |       |
| 3. März  | Cayetano Carreño                          | venezolanischer Komponist                                                            | 61    |       |
| 3. März  | Otto Heinrich von Gemmingen-Hornberg      | deutscher Diplomat, Schriftsteller, Freimaurer, Illuminat und Freund Mozarts         | 80    |       |
| 3. März  | Mathieu Kessels                           | niederländischer Bildhauer                                                           | 51    |       |
| 3. März  | Israel Gottlieb Wernicke                  | norwegischer Komponist                                                               | 81    |       |
| 4. März  | Conrad Diehl                              | bayerischer Abgeordneter und Notar                                                   | 59    |       |
| 4. März  | Friedrich Ferdinand Hempel                | deutscher Jurist und Schriftsteller                                                  | 57    |       |
| 5. März  | Friedrich Gerstein                        | deutscher Jurist, Verwaltungsbeamter und Gutsbesitzer                                | 55    |       |
| 5. März  | John Smith                                | US-amerikanischer Politiker                                                          | 85    |       |
| 5. März  | William Taylor                            | englischer Schriftsteller, Essayist, Übersetzer und Kritiker                         | 70    |       |
| 6. März  | Bernhard Boll                             | deutscher Bischof                                                                    | 79    |       |
| 6. März  | James Bowie                               | texanischer Revolutionär                                                             |       |       |
| 6. März  | Davy Crockett                             | US-amerikanischer Politiker und Kriegsheld                                           | 49    |       |
| 6. März  | Franziska Romana von Hallwyl              | Schweizer Adelige                                                                    | 77    |       |
| 6. März  | William Travis                            | texanischer Nationalheld                                                             |       |       |
| 7. März  | Friedrich Franz Dietrich von Bremer       | deutscher Minister des Königreichs Hannover                                          | 76    |       |
| 7. März  | William Bristol                           | US-amerikanischer Jurist und Politiker                                               | 56    |       |
| 7. März  | Johann Christian Müller                   | deutscher Jurist und Verwaltungsbeamter; erster Kultusminister im Königreich Sachsen | 60    |       |
| 8. März  | Carl Amenda                               | deutsch-baltischer Theologe und Geiger                                               | 64    |       |
| 8. März  | Joseph Gist                               | US-amerikanischer Politiker                                                          | 61    |       |
| 9. März  | Caroline Boissier-Butini                  | Schweizer Pianistin und Komponistin                                                  | 49    |       |
| 10. März | Antoine Louis Claude Destutt de Tracy     | französischer Philosoph und Politiker der späten Aufklärung                          | 81    |       |
| 10. März | Franz von Pillement                       | bayerischer Offizier, zuletzt Generalmajor                                           | 60    |       |
| 13. März | Hans Otto von der Lühe                    | württembergischer Beamter und Politiker                                              | 73    |       |
| 13. März | Adolf Stieler                             | deutscher Kartograf                                                                  | 61    |       |
| 15. März | Karl Hermann Heinrich Benda               | deutscher Violinist und Komponist                                                    | 87    |       |
| 16. März | Adolf Friedrich von Besser                | königlich preußischer Generalmajor                                                   | 59    |       |
| 16. März | Karl Wilhelm von Waldow                   | preußischer Generalmajor                                                             | 58    |       |
| 18. März | Carlo Fea                                 | italienischer Klassischer Archäologe                                                 | 82    |       |
| 18. März | Hugh Nelson                               | US-amerikanischer Politiker                                                          | 67    |       |
| 19. März | Samuel A. Talcott                         | US-amerikanischer Jurist und Politiker                                               | 46    |       |
| 20. März | Giuseppe Tomaselli                        | Schauspieler und Sänger (Tenor)                                                      | 78    |       |
| 21. März | William Faden                             | englischer Kartograf und königlicher Geograph                                        | 86    |       |
| 21. März | Wilhelm von Raven                         | preußischer Oberst                                                                   | 65    |       |
| 23. März | John Bell                                 | US-amerikanischer Politiker                                                          | 70    |       |
| 23. März | Vincenzo Raimondo Porru                   | italienischer Romanist und Sardologe                                                 |       |       |
| 24. März | Heinrich Christian Michael Rettig         | deutscher klassischer Philologe und evangelischer Theologe                           | 36    |       |
| 29. März | Joseph Hammons                            | US-amerikanischer Politiker                                                          | 49    |       |
| 30. März | Christian August Heinrich Clodius         | deutscher Philosoph und Schriftsteller                                               | 63    |       |
| 31. März | Hugo Franz Altgraf zu Salm-Reifferscheidt | Industrieller und Naturforscher                                                      | 59    |       |

## April
| Tag       | Name                               | Beruf, bekannt als                                                | Alter | Beleg |
| --------- | ---------------------------------- | ----------------------------------------------------------------- | ----- | ----- |
| 1. April  | Leopold Schlösser                  | deutscher Landschaftsmaler der Düsseldorfer Schule                |       |       |
| 2. April  | Johann Friedrich Schröter          | deutscher Zeichner, Kupferstecher und Maler                       | 65    |       |
| 4. April  | Sophie Charlotte Elisabeth Ursinus | deutsche Serienmörderin                                           | 75    |       |
| 7. April  | William Godwin                     | englischer Schriftsteller                                         | 80    |       |
| 7. April  | Johann Theodor von Thurn           | Schweizer Politiker                                               | 67    |       |
| 8. April  | Johann Georg Heinrich von Ammon    | preußischer Beamter                                               | 75    |       |
| 9. April  | Franz Tidemann                     | Bremer Jurist, Senator und Bürgermeister                          | 83    |       |
| 9. April  | Karl Wichmann                      | deutscher Bildhauer                                               | 60    |       |
| 10. April | Johann Georg Emil von Brause       | preußischer Generalmajor, Kadettenkommandant                      | 61    |       |
| 12. April | August Georg von Brandenstein      | Mecklenburg-Schweriner Geheimrats-Präsident                       | 80    |       |
| 13. April | Christian Joachim Friedrich Barkow | deutscher Theologe                                                | 80    |       |
| 13. April | Antoni Paweł Sułkowski             | polnischer General                                                | 50    |       |
| 19. April | Adélaïde de Souza                  | französische Schriftstellerin und Salonnière                      | 74    |       |
| 20. April | Juan Egaña Risco                   | chilenischer Präsident                                            | 67    |       |
| 20. April | Johann I. Josef                    | österreichischer Feldmarschall, Fürst von Liechtenstein           | 75    |       |
| 20. April | Friedrich Wilhelm von Ketelhodt    | deutscher Jurist, Diplomat und Kanzler von Schwarzburg-Rudolstadt | 70    |       |
| 20. April | Robert Seymour                     | Illustrator der Werke von Charles Dickens und Karikaturist        |       |       |
| 21. April | Hutchins Gordon Burton             | US-amerikanischer Politiker                                       |       |       |
| 21. April | Manuel Fernández Castrillón        | mexikanischer General                                             |       |       |
| 21. April | Johann August Karl zu Wied         | preußischer General, 3. regierender Fürst zu Wied                 | 56    |       |
| 21. April | Katharina Kainz                    | deutsche Sängerin                                                 | 68    |       |
| 23. April | Timotheus Eberhard von Bock        | deutschbaltischer Adliger und Dissident                           | 48    |       |
| 24. April | Firmin Didot                       | französischer Typograf und Schriftsteller                         | 72    |       |
| 24. April | Hans zu Rantzau                    | dänischer Generalkriegskommissar                                  | 71    |       |
| 28. April | James Burchill Richardson          | Gouverneur von South Carolina                                     | 65    |       |
| 30. April | Carl Christoph Stiller             | deutscher Buchhändler und Verleger                                | 72    |       |

## Mai
| Tag     | Name                              | Beruf, bekannt als                                                                                                   | Alter | Beleg |
| ------- | --------------------------------- | --- | ----- | ----- |
| 1. Mai  | Richard Irvine Manning            | US-amerikanischer Politiker                                                                                          | 47    |       |
| 2. Mai  | Franz Heger                       | deutscher Architekt                                                                                                  | 44    |       |
| 2. Mai  | Johann Gottfried Hoche            | deutscher lutherischer Theologe und Historiker                                                                       | 73    |       |
| 2. Mai  | Aaron Worms                       | französischer Oberrabbiner und Talmudist                                                                             | 81    |       |
| 3. Mai  | Franz Aglietti                    | italienischer Arzt                                                                                                   | 78    |       |
| 3. Mai  | Philipp Heinrich Dunker           | schweizerisch-deutscher Maler und Radierer                                                                           | 56    |       |
| 4. Mai  | Friedrich Hansmann                | Chordirektor, Ehrenbürger Berlins                                                                                    | 66    |       |
| 4. Mai  | Armand Philippon                  | französischer Divisionsgeneral                                                                                       | 74    |       |
| 6. Mai  | Anton Brückner                    | badischer Generalmajor                                                                                               | 59    |       |
| 7. Mai  | Norbert Burgmüller                | deutscher Komponist                                                                                                  | 26    |       |
| 9. Mai  | Caleb P. Bennett                  | US-amerikanischer Politiker                                                                                          | 77    |       |
| 10. Mai | John Chew Thomas                  | US-amerikanischer Politiker                                                                                          | 71    |       |
| 10. Mai | Johann Heinrich Martin Ernesti    | Gymnasialprofessor, Konsistorialrat, Autor                                                                           | 80    |       |
| 11. Mai | Franz Donat Werner                | deutscher katholischer Priester, Domkapitular, Domdekan                                                              | 74    |       |
| 12. Mai | Philipp Casimir Krafft            | Tabakfabrikant und Landtagsabgeordneter Großherzogtum Hessen                                                         | 63    |       |
| 13. Mai | Charles Wilkins                   | englischer Orientalist und Schriftsetzer                                                                             |       |       |
| 19. Mai | Nicolaus Vogt                     | Historiker, Politiker und Staatsdenker                                                                               | 79    |       |
| 20. Mai | Hélène de Montgeroult             | französische Klaviervirtuosin, -Professorin und Komponistin                                                          | 72    |       |
| 23. Mai | Friedrich Distelbarth             | deutscher Bildhauer                                                                                                  | 67    |       |
| 23. Mai | Edward Livingston                 | US-amerikanischer Jurist, Politiker, Staatsmann und Außenminister                                                    | 71    |       |
| 25. Mai | Nathaniel Pitcher                 | US-amerikanischer Politiker                                                                                          | 58    |       |
| 25. Mai | Dominique Salhorgne               | französischer Geistlicher, Generalsuperior des Lazaristenordens und Theologieprofessor an der Universität Heidelberg | 78    |       |
| 26. Mai | Friedrich Otto Burchard von Reden | hannoverscher Berghauptmann                                                                                          | 67    |       |
| 27. Mai | Konrad Zick                       | deutscher Porträt- und Landschaftsmaler sowie Zeichenlehrer                                                          | 62    |       |
| 28. Mai | Anton Reicha                      | böhmischer Komponist, Musikpädagoge und Flötist                                                                      | 66    |       |
| 30. Mai | Christian Gottlieb Bruch          | deutscher evangelischer Geistlicher                                                                                  | 65    |       |

## Juni
| Tag      | Name                          | Beruf, bekannt als                                                  | Alter | Beleg |
| -------- | ----------------------------- | ------------------------------------------------------------------- | ----- | ----- |
| 3. Juni  | Clemens von Raglovich         | bayrischer General der Infanterie und Kriegsminister                | 69    |       |
| 3. Juni  | George Wilmot Bonner          | englischer Holzstecher und Illustrator sowie Druckvorlagen-Künstler | 40    |       |
| 5. Juni  | Friedrich Reinhold Dietz      | deutscher Medizinhistoriker                                         | 31    |       |
| 5. Juni  | Hans Joachim Steinmann        | Bürgermeister in St. Gallen                                         | 67    |       |
| 6. Juni  | Anton                         | König von Sachsen                                                   | 80    |       |
| 6. Juni  | Luman Reed                    | US-amerikanischer Unternehmer und Kunstmäzen                        | 51    |       |
| 10. Juni | André-Marie Ampère            | französischer Physiker und Mathematiker                             | 61    |       |
| 10. Juni | Johannes Möllinger            | Landtagsabgeordneter Großherzogtum Hessen                           | 44    |       |
| 11. Juni | Friedrich Bausback            | deutscher Schriftsteller und römisch-katholischer Geistlicher       | 24    |       |
| 15. Juni | Alexandre Girardet            | Schweizer Radierer, Zeichner und Aquarellist                        | 69    |       |
| 15. Juni | Josef Moser                   | österreichischer Apotheker und Pionier der Gasbeleuchtung           | 56    |       |
| 16. Juni | Andreas Joseph von Stifft     | österreichischer Mediziner und Leibarzt Kaiser Franz I.             | 75    |       |
| 19. Juni | Detmar Basse                  | deutscher Unternehmer, Diplomat und Kunstsammler                    | 72    |       |
| 19. Juni | Johannes Eglin                | Schweizer Politiker                                                 | 61    |       |
| 20. Juni | Emmanuel Joseph Sieyès        | französischer Politiker                                             | 88    |       |
| 23. Juni | James Mill                    | schottischer Historiker und Ökonom                                  | 63    |       |
| 24. Juni | Peter Joseph Triest           | belgischer Kanoniker der römisch-katholischen Kirche                | 75    |       |
| 25. Juni | Jesse Bledsoe                 | US-amerikanischer Jurist und Politiker                              | 60    |       |
| 26. Juni | Claude Joseph Rouget de Lisle | französischer Komponist, Dichter und Offizier                       | 76    |       |
| 27. Juni | Ludwig Hain                   | Schriftsteller, Lexikonredakteur und Bibliograph von Inkunabeln     | 54    |       |
| 27. Juni | Johann Traugott Lohse         | deutscher Architekt, Pionier im sächsischen Kirchen- und Fabrikbau  | 76    |       |
| 28. Juni | Wilhelm August Förstemann     | deutscher Mathematiker und Pädagoge                                 | 44    |       |
| 28. Juni | James Madison                 | 4. Präsident der Vereinigten Staaten (1809–1817)                    | 85    |       |

## Juli
| Tag      | Name                            | Beruf, bekannt als                                                                     | Alter | Beleg |
| -------- | ------------------------------- | -------------------------------------------------------------------------------------- | ----- | ----- |
| 1. Juli  | Louis-Auguste Felix de Beaujour | französischer Botschafter                                                              | 70    |       |
| 1. Juli  | Michael Weniger                 | Schweizer Unternehmer und Kaufmann                                                     | 72    |       |
| 2. Juli  | Cesare Arici                    | italienischer Schriftsteller                                                           | 54    |       |
| 2. Juli  | Jean-Baptiste Le Chevalier      | französischer Archäologe und Astronom                                                  | 84    |       |
| 2. Juli  | Carl Heinrich Zöllner           | deutscher Pianist, Organist und Komponist                                              | 44    |       |
| 4. Juli  | Josef Redl der Jüngere          | österreichischer Maler                                                                 | 62    |       |
| 6. Juli  | Gustave Fallot                  | französischer Romanist und Mediävist                                                   | 28    |       |
| 6. Juli  | Franz Paul von Mittermayr       | Bürgermeister von München                                                              | 70    |       |
| 6. Juli  | Diedrich Stolterfoht            | Lübecker Ratsherr                                                                      | 81    |       |
| 9. Juli  | Karl Friedrich Wilhelm Erbstein | deutscher Buchhändler, Historiker und Numismatiker                                     | 79    |       |
| 9. Juli  | John Fabyan Parrott             | US-amerikanischer Politiker                                                            | 68    |       |
| 9. Juli  | Alois von Ströhl                | bayerischer Generalleutnant, Ritter des Max-Joseph-Ordens                              | 76    |       |
| 10. Juli | Afonso de Albuquerque Maranhão  | brasilianischer Politiker, Senator                                                     | ≈92   |       |
| 10. Juli | John B. Yates                   | US-amerikanischer Jurist und Politiker                                                 | 52    |       |
| 11. Juli | Anna Bondra                     | österreichische Schauspielerin und Sängerin (Sopran)                                   | 38    |       |
| 11. Juli | James Yorke Bramston            | englischer katholischer Geistlicher, Titularbischof und Apostolischer Vikar von London | 63    |       |
| 15. Juli | Conrad Weitbrecht               | deutscher Bildhauer und Kunstlehrer                                                    | 40    |       |
| 16. Juli | Anton Busch                     | deutscher Lokalpolitiker                                                               | 73    |       |
| 17. Juli | Christian Ludwig Stieglitz      | deutscher Jurist, Ratsherr, Bauforscher und Dompropst in Wurzen                        | 79    |       |
| 19. Juli | Jean-Louis Lefebvre de Cheverus | französischer Geistlicher, Erzbischof von Bordeaux und Kardinal                        | 68    |       |
| 20. Juli | Nicolaas Smallenburg            | niederländischer Rechtswissenschaftler                                                 | 74    |       |
| 22. Juli | Karl von Müller-Friedberg       | Schweizer Politiker, Organisator und erster Landammann des Kantons St. Gallen          | 81    |       |
| 22. Juli | Johann Josef Schindler          | österreichischer Maler                                                                 | 58    |       |
| 23. Juli | Jean-Félix Adolphe Gambart      | französischer Astronom                                                                 | 36    |       |
| 23. Juli | John Varnum                     | US-amerikanischer Politiker                                                            | 58    |       |
| 24. Juli | Armand Carrel                   | französischer Publizist                                                                | 36    |       |
| 27. Juli | Timothy Merrill                 | US-amerikanischer Politiker und Anwalt                                                 | 55    |       |
| 28. Juli | Nathan Mayer Rothschild         | deutsch-britischer Bankier                                                             | 58    |       |
| 29. Juli | Joseph Maria Helmschrott        | deutscher Benediktiner, Bibliothekar und Gymnasiallehrer                               | 77    |       |
| 31. Juli | David Dickson                   | US-amerikanischer Politiker                                                            |       |       |
| 31. Juli | Johann Georg Herbst             | deutscher Theologe, Geistlicher, Professor für Theologie                               | 49    |       |

## August
| Tag        | Name                            | Beruf, bekannt als                                                                      | Alter | Beleg |
| ---------- | ------------------------------- | --------------------------------------------------------------------------------------- | ----- | ----- |
| 1. August  | George Diederich Benthien       | niederländischer Pontonieroffizier                                                      | 68    |       |
| 4. August  | Katharina Lins                  | österreichische Ordensfrau                                                              | 47    |       |
| 5. August  | Eduard Puggé                    | deutscher Jurist, Vertreter der historischen Rechtsschule                               | 33    |       |
| 7. August  | José María de Peralta y La Vega | Präsident von Costa Rica                                                                | 72    |       |
| 8. August  | Friedrich Sickler               | deutscher Lehrer und Altertumswissenschaftler                                           | 62    |       |
| 10. August | August Wilhelm Rehberg          | hannoverischer Staatsmann, Philosoph und politischer Schriftsteller                     | 79    |       |
| 11. August | Eduard Harkort                  | deutscher Bergbauingenieur und Offizier                                                 | 39    |       |
| 11. August | Robert Lenz                     | deutsch-baltischer Sanskritforscher                                                     | 28    |       |
| 12. August | Kaspar Hagleitner               | österreichischer katholischer Geistlicher und Tiroler Freiheitskämpfer                  | 57    |       |
| 12. August | Georg Poelchau                  | deutsch-baltischer Musiker, Privatgelehrter und Musikaliensammler                       | 63    |       |
| 15. August | Ignaz Albert von Riegg          | Bischof von Augsburg                                                                    | 69    |       |
| 16. August | Marc-Antoine Parseval           | französischer Mathematiker                                                              | 81    |       |
| 17. August | Karl von Hessen-Kassel          | hessischer Adliger, Statthalter von Schleswig-Holstein                                  | 91    |       |
| 18. August | Peter Gayer                     | pfalz-bayerischer Beamter, Kreisarchivar und Maler                                      | 43    |       |
| 18. August | Franz Wilhelm von Wiesenhütten  | Landtagsabgeordneter Großherzogtum Hessen                                               | 80    |       |
| 20. August | Solomon Dodaschwili             | georgischer Philosoph, Lehrer, Journalist und Belletrist                                | 31    |       |
| 21. August | Edward Turner Bennett           | englischer Zoologe und Schriftsteller                                                   | 39    |       |
| 21. August | Claude Louis Marie Henri Navier | französischer Mathematiker, Physiker und Brückenbau-Ingenieur                           | 51    |       |
| 24. August | Constantin Stichling            | deutscher großherzoglich-sächsischer Kammerdirektor und Präsident des Kammer-Kollegiums | 70    |       |
| 25. August | Christoph Wilhelm Hufeland      | deutscher Arzt                                                                          | 74    |       |
| 25. August | Julius Mendheim                 | deutscher Schachmeister                                                                 |       |       |
| 26. August | William Elford Leach            | britischer Zoologe und Meeresbiologe                                                    | 46    |       |
| 27. August | Hermann Jacob Pagenstecher      | Amtmann in Wehrheim, Usingen, Idstein und Weilburg                                      | 70    |       |
| 30. August | Elise Sommer                    | deutsche Schriftstellerin und Dichterin                                                 | 74    |       |
| 31. August | Vincenc Zahradník               | tschechischer Priester, Philosoph und Fabeldichter                                      | 45    |       |

## September
| Tag           | Name                                       | Beruf, bekannt als                                                                 | Alter | Beleg |
| ------------- | ------------------------------------------ | ---------------------------------------------------------------------------------- | ----- | ----- |
| 1. September  | John King                                  | US-amerikanischer Politiker                                                        |       |       |
| 2. September  | William Henry                              | englischer Mediziner und Chemiker                                                  | 61    |       |
| 3. September  | Peter Joseph Floret                        | Jurist                                                                             | 58    |       |
| 3. September  | Daniel Mendoza                             | englischer Boxer                                                                   | 72    |       |
| 3. September  | John Watts                                 | US-amerikanischer Rechtsanwalt, Richter und Politiker                              | 87    |       |
| 5. September  | Ferdinand Maria Chotek von Chotkow         | Bischof von Tarnów; Erzbischof von Olmütz                                          | 54    |       |
| 5. September  | Nicolaus Anton Friedreich                  | deutscher Mediziner                                                                | 75    |       |
| 5. September  | Ferdinand Raimund                          | österreichischer Dramatiker                                                        | 46    |       |
| 7. September  | John Pond                                  | englischer Astronom                                                                |       |       |
| 8. September  | Benjamin Boothroyd                         | unabhängiger, englischer Pastor und Gelehrter des Hebräischen                      | 67    |       |
| 8. September  | Christian Friedrich Eichhorn               | deutscher Mathematiker                                                             | 32    |       |
| 8. September  | Christian Friedrich von Otto               | deutscher Politiker                                                                | 77    |       |
| 9. September  | Carl Friedrich Ebers                       | deutscher Komponist und Musikdirektor                                              | 66    |       |
| 9. September  | Adam Joseph Onymus                         | deutscher katholischer Geistlicher und Hochschullehrer                             | 82    |       |
| 10. September | Johann Friedrich Bolt                      | deutscher Zeichner und Kupferstecher                                               | 67    |       |
| 11. September | Karl August Gottlieb Dreist                | deutscher Pädagoge                                                                 | 51    |       |
| 12. September | Aimable Hageau                             | französischer Ingenieur                                                            | 80    |       |
| 12. September | Christian Dietrich Grabbe                  | deutscher Dramatiker                                                               | 34    |       |
| 14. September | Luigi Bottiglia Savoulx                    | italienischer Geistlicher, Kardinal                                                | 84    |       |
| 14. September | Aaron Burr                                 | US-amerikanischer Politiker, dritter Vizepräsident der Vereinigten Staaten         | 80    |       |
| 14. September | Vincenzo Lavigna                           | italienischer Komponist                                                            | 60    |       |
| 16. September | Friedrich August Leopold Karl von Schwerin | preußischer Generalmajor und Chef des Kürassierregiments Nr. 3                     | 85    |       |
| 17. September | Antoine-Laurent de Jussieu                 | französischer Botaniker                                                            | 88    |       |
| 19. September | Christian Fues                             | deutscher Maler, Zeichner und Illustrator, Radierer, Lithograf und Hochschullehrer |       |       |
| 19. September | Louise Humann                              | Freundin des Gründers der Kongregation Schwestern Unserer Lieben Frau von Sion     | 69    |       |
| 21. September | Ernst Wilhelm Küstner                      | deutscher Jurist, Ratsherr, Rittergutsbesitzer und Domherr                         | 76    |       |
| 21. September | John Stafford Smith                        | englischer Komponist und Musikwissenschaftler                                      | 86    |       |
| 22. September | Johann Nepomuk Stephan von Sacher          | österreichischer Beamter                                                           | 77    |       |
| 23. September | Maria Malibran                             | französische Opernsängerin (Mezzosopran)                                           | 28    |       |
| 23. September | Andrei Kirillowitsch Rasumowski            | russischer Diplomat, Musikmäzen und Kunstsammler                                   | 83    |       |
| 25. September | John E. Coffee                             | General und Kongressabgeordneter von Georgia                                       | 53    |       |
| 26. September | Joseph von Hohenzollern-Hechingen          | Fürstbischof von Ermland                                                           | 60    |       |
| 27. September | Isabella Albrizzi-Teotochi                 | venezianische Saloniere und Schriftstellerin                                       | 76    |       |
| 30. September | Johann Christoph Lölhöffel von Löwensprung | preußischer Generalmajor                                                           | 56    |       |
| 30. September | Carl Anton Werres                          | deutscher Arzt, Augenarzt, Physikus und Sachbuchautor                              | 51    |       |
| September     | Theresa Berkley                            | englische Domina und Bordellbesitzerin                                             |       |       |

## Oktober
| Tag         | Name                                           | Beruf, bekannt als                                                                                 | Alter | Beleg |
| ----------- | ---------------------------------------------- | -------------------------------------------------------------------------------------------------- | ----- | ----- |
| 4. Oktober  | Johann Lukas Legrand                           | Schweizer Politiker zur Zeit der Helvetik                                                          | 81    |       |
| 5. Oktober  | Robert Henry Goldsborough                      | US-amerikanischer Politiker                                                                        | 57    |       |
| 6. Oktober  | William Marsden                                | englischer Orientalist, Sprachforscher, Numismatiker und wissenschaftlicher Erforscher Indonesiens | 81    |       |
| 8. Oktober  | Dominikus Debler                               | Chronist der Stadt Schwäbisch Gmünd                                                                | 80    |       |
| 9. Oktober  | James Saumarez, 1. Baron de Saumarez           | britischer Admiral                                                                                 | 79    |       |
| 10. Oktober | Martha Jefferson Randolph                      | US-amerikanische First Lady (1801–1809)                                                            | 64    |       |
| 11. Oktober | Giacomo Raffaelli                              | italienischer Mosaikkünstler                                                                       | 83    |       |
| 12. Oktober | Christian Friedrich Prange                     | deutscher Akademiker im Bereich der bildenden Künste                                               | 84    |       |
| 13. Oktober | Johann Filtsch                                 | siebenbürgischer Stadtpfarrer und Literat                                                          | 82    |       |
| 14. Oktober | Leberecht Adolf Orlando Keferstein             | deutscher Erfinder, Fabrikant und Papiermüller                                                     | 33    |       |
| 15. Oktober | Gottlob Adolf Ernst von Nostitz und Jänkendorf | sächsischer Politiker und Literat                                                                  | 71    |       |
| 16. Oktober | Friedrich Theodor Fröhlich                     | Schweizer Komponist                                                                                | 33    |       |
| 17. Oktober | George Colman der Jüngere                      | englischer Schriftsteller                                                                          | 73    |       |
| 17. Oktober | Orest Adamowitsch Kiprenski                    | russischer Porträtmaler der Romantik                                                               | 54    |       |
| 18. Oktober | Friedrich von Sprösser                         | württembergischer Politiker und Verwaltungsbeamter                                                 | 63    |       |
| 18. Oktober | Ferdinand Weerth                               | deutscher evangelischer Landesbischof                                                              | 62    |       |
| 19. Oktober | William Hayward                                | US-amerikanischer Politiker                                                                        |       |       |
| 21. Oktober | Severn E. Parker                               | US-amerikanischer Politiker                                                                        | 49    |       |
| 22. Oktober | August Campe                                   | deutscher Buchhändler und Verleger                                                                 | 63    |       |
| 22. Oktober | Heinrich Adolf Schrader                        | deutscher Arzt und Botaniker                                                                       | 69    |       |
| 23. Oktober | Heinrich Behrmann                              | deutsch-dänischer Pädagoge, Historiker und Privatgelehrter                                         | 66    |       |
| 23. Oktober | Johann David Goldhorn                          | deutscher lutherischer Theologe und Hochschullehrer                                                | 62    |       |
| 26. Oktober | Ludwig Erdwin Seyler                           | deutscher Kaufmann und Bankier                                                                     | 78    |       |
| 27. Oktober | Wilhelm von Mengersen                          | Adeliger und Abgeordneter                                                                          | 59    |       |
| 27. Oktober | François-Juste-Marie Raynouard                 | französischer Schriftsteller und Philologe                                                         | 75    |       |
| 29. Oktober | Jean-Urbain Guérin                             | französischer Miniaturmaler                                                                        | 76    |       |
| 29. Oktober | Johann Georg Friedrich Wendell                 | deutscher Buchdrucker und Zeitungsverleger                                                         | 62    |       |
| 30. Oktober | Ignaz Saal                                     | deutsch-österreichischer GesangSänger (Bass) und Schauspieler                                      | 75    |       |
| 31. Oktober | Heinrich XIX.                                  | Fürst Reuß zu Greiz                                                                                | 46    |       |
| Oktober     | Lucie Domeier                                  | deutsche Schriftstellerin                                                                          |       |       |

## November
| Tag          | Name                                        | Beruf, bekannt als                                                   | Alter | Beleg |
| ------------ | ------------------------------------------- | -------------------------------------------------------------------- | ----- | ----- |
| 1. November  | Heinrich August Meyer                       | königlich hannoverscher und westphälischer Verwaltungsbeamter        | 63    |       |
| 2. November  | Wenzel Führich                              | böhmischer Maler und Schneidermeister                                | 68    |       |
| 2. November  | François-Marie Van Langendonck              | belgischer Kapuziner, Trappist, Prior und Klostergründer             | 75    |       |
| 6. November  | Karl X.                                     | König von Frankreich                                                 | 79    |       |
| 6. November  | Karel Hynek Mácha                           | tschechischer Dichter der Romantik                                   | 25    |       |
| 6. November  | John A. Scudder                             | US-amerikanischer Politiker                                          | 77    |       |
| 7. November  | Georg von Tausch                            | bayerischer Generalleutnant und Kommandeur des Kadettenkorps         |       |       |
| 9. November  | Johann Nikolaus Böhl von Faber              | deutscher Kaufmann und Literatursammler                              | 65    |       |
| 9. November  | James Pleasants                             | US-amerikanischer Politiker                                          | 67    |       |
| 10. November | Johannes Schulthess                         | Schweizer evangelischer Geistlicher und Hochschullehrer              | 73    |       |
| 10. November | Carsten Wilhelm Soltau                      | deutscher Kaufmann, Oberalter und stellvertretender Bürgermeister    | 69    |       |
| 10. November | Otto Karl Philipp von Voß                   | preußischer Landrat und Domkapitular                                 | 42    |       |
| 11. November | Joseph von Hommer                           | Bischof von Trier                                                    | 76    |       |
| 13. November | Franz Brulliot                              | deutscher Maler, Kupferstecher und Kunsthistoriker                   | 56    |       |
| 14. November | Samuel Wright Mardis                        | US-amerikanischer Rechtsanwalt und Politiker                         | 36    |       |
| 16. November | Carl von Langen                             | deutscher Schriftsteller                                             | 83    |       |
| 16. November | Gabriel van Oordt                           | niederländischer reformierter Theologe                               | 79    |       |
| 16. November | Christian Hendrik Persoon                   | südafrikanischer Mykologe                                            | 74    |       |
| 16. November | Manuel Lorenzo Justiniano de Zavala y Sáenz | mexikanischer Botschafter                                            | 48    |       |
| 17. November | Philippe-Charles Schmerling                 | belgischer Arzt in Paläontologe                                      | 46    |       |
| 17. November | Antoine Charles Horace Vernet               | französischer Maler                                                  | 78    |       |
| 22. November | Carl Daub                                   | deutscher evangelischer Theologe                                     | 71    |       |
| 22. November | Friedrich Wilhelm von Fischer               | deutscher Politiker                                                  | 57    |       |
| 22. November | Georg Friedrich Krause                      | deutscher Forstwissenschaftler, Oberforstrat                         | 68    |       |
| 22. November | Samuel Ludwig Löffler                       | deutscher Beamter                                                    | 67    |       |
| 23. November | Giuseppe Maria Velzi                        | italienischer Dominikaner, Bischof und Kardinal                      | 69    |       |
| 24. November | Karl Fischer                                | deutscher Opernsänger, Theaterschauspieler und Bühnenschriftsteller  | 56    |       |
| 25. November | Philip Thompson                             | US-amerikanischer Politiker                                          | 47    |       |
| 26. November | George L. Kinnard                           | US-amerikanischer Politiker                                          |       |       |
| 26. November | John Loudon McAdam                          | schottischer Erfinder, der 1815 einen neuartigen Straßenbelag erfand | 80    |       |
| 30. November | Bernhard von Ernsdorfer                     | deutscher Theologe und Taubstummenlehrer                             | 69    |       |
| 30. November | Pierre-Simon Girard                         | französischer Ingenieur                                              | 71    |       |
| 30. November | Johann Georg Christoph Neide                | deutscher Pädagoge, evangelischer Theologe                           | 80    |       |

## Dezember
| Tag          | Name                                                                      | Beruf, bekannt als                                                                          | Alter | Beleg |
| ------------ | ------------------------------------------------------------------------- | ------------------------------------------------------------------------------------------- | ----- | ----- |
| 1. Dezember  | Jozef Ignác Bajza                                                         | slowakischer Schriftsteller                                                                 | 81    |       |
| 2. Dezember  | Carl von Rosenstein                                                       | schwedischer Theologe, Erzbischof von Uppsala                                               | 70    |       |
| 3. Dezember  | Grandville                                                                | französischer Schauspieler                                                                  | 64    |       |
| 4. Dezember  | Friedrich Wilhelm Georg Ackermann                                         | deutscher Verwaltungsjurist und Bürgermeister von Bützow                                    | 69    |       |
| 4. Dezember  | Augustin Kaluža                                                           | tschechischer Gymnasiallehrer und Naturforscher                                             | 60    |       |
| 5. Dezember  | David Christoph Huber                                                     | Schweizer evangelischer Geistlicher                                                         | 59    |       |
| 7. Dezember  | Rudolph Bärenhart                                                         | österreichischer Bildhauer                                                                  | 22    |       |
| 7. Dezember  | Luise von Preußen                                                         | Prinzessin von Preußen, durch Heirat Fürstin Radziwiłł                                      | 66    |       |
| 7. Dezember  | Roberto Prádez y Gautier                                                  | spanischer Künstler und Lehrer für Taubstumme                                               |       |       |
| 10. Dezember | Georg Müller                                                              | nassauischer Landesbischof und Politiker                                                    | 70    |       |
| 10. Dezember | Friedrich von Warnstedt                                                   | dänischer Beamter                                                                           | 51    |       |
| 12. Dezember | Giuseppe Farinelli                                                        | italienischer Komponist                                                                     | 67    |       |
| 15. Dezember | Amadeus Wendt                                                             | deutscher Philosoph, Komponist und Musiktheoretiker                                         | 53    |       |
| 16. Dezember | Karl August Friedrich von Duttenhofer                                     | Ingenieur                                                                                   | 78    |       |
| 16. Dezember | Karl Ludwig August Heino von Münchhausen                                  | deutscher Schriftsteller                                                                    | 77    |       |
| 18. Dezember | Sophie Eleonore Friederike von Schleswig-Holstein-Sonderburg-Augustenburg | dänisch-deutsche Miniaturmalerin                                                            | 57    |       |
| 18. Dezember | Carl Friedrich Ernst Weiße                                                | Gründer der „Leipziger Feuer-Versicherungsanstalt“                                          | 55    |       |
| 19. Dezember | Johann Christian Martin Bartels                                           | deutscher Mathematiker                                                                      | 67    |       |
| 19. Dezember | Emily Donelson                                                            | First Lady der USA                                                                          | 29    |       |
| 19. Dezember | Karl Huß                                                                  | böhmischer Scharfrichter, Sammler und Heilkundiger                                          | 75    |       |
| 19. Dezember | Willem Gerrit van de Poll                                                 | niederländischer Politiker, erster Präsident der Niederländischen Handelsgesellschaft       | 73    |       |
| 23. Dezember | Friedrich August Wilhelm von Brause                                       | sächsischer, später preußischer Offizier, zuletzt General der Infanterie                    | 67    |       |
| 24. Dezember | Francisco Espoz y Mina                                                    | spanischer General                                                                          | 55    |       |
| 26. Dezember | Hans Georg Nägeli                                                         | Schweizer Musikpädagoge, Verleger und Komponist                                             | 63    |       |
| 27. Dezember | Stephen F. Austin                                                         | Gründer der Republik Texas                                                                  | 43    |       |
| 27. Dezember | Amandus Eberhard Rodatz                                                   | deutscher Organist und Komponist                                                            | 61    |       |
| 29. Dezember | Johann Baptist Schenk                                                     | österreichischer Komponist                                                                  | 83    |       |
| 30. Dezember | James Graham, 3. Duke of Montrose                                         | britischer Kriegszahlmeister, Oberstallmeister und Politiker, Mitglied des House of Commons | 81    |       |
| 31. Dezember | Andreas Christoph Lindenhan                                               | dänischer Dichter, Bürgermeister und Jurist                                                 | 62    |       |
| Dezember     | Christian Julius Wilhelm Schiede                                          | deutscher Arzt, Botaniker Buchauchtor, Naturforscher und Sammler                            | 38    |       |

## Datum unbekannt
| Tag | Name                               | Beruf, bekannt als                                                           | Alter | Beleg |
| --- | ---------------------------------- | ---------------------------------------------------------------------------- | ----- | ----- |
|     | Honorat Alberich i Corominas       | katalanischer Komponist und Kirchenkapellmeister                             |       |       |
|     | Lemuel J. Alston                   | US-amerikanischer Politiker                                                  |       |       |
|     | Ezra Ames                          | US-amerikanischer Maler                                                      |       |       |
|     | Bebejan                            | Führer der Aborigines                                                        |       |       |
|     | George Brown                       | US-amerikanischer Politiker                                                  |       |       |
|     | Johann Wilhelm Gottlob Buzengeiger | deutscher Mechaniker und Instrumentenbauer                                   |       |       |
|     | Cornplanter                        | Häuptling der Seneca                                                         |       |       |
|     | Jean-François Coulon               | französischer Tänzer, Tanzpädagoge                                           |       |       |
|     | Johann Nepomuk Giebele             | deutsch-französischer Maler, Aquatintastecher und Zeichenlehrer              |       |       |
|     | Johann Adam Hartmann               | US-amerikanischer Fallensteller                                              |       |       |
|     | Ibn ʿĀbidīn                        | islamischer Geistlicher                                                      |       |       |
|     | Jean-Baptiste Lafon                | französischer Geistlicher und Verschwörer                                    |       |       |
|     | Robert Le Roy Livingston           | US-amerikanischer Politiker                                                  |       |       |
|     | Musholatubbee                      | Häuptling der Choctaw                                                        |       |       |
|     | Antoine Français de Nantes         | französischer Zoll- und Finanzbeamter, Revolutionär und Staatsmann           |       |       |
|     | Jakov Nenadović                    | serbischer Freiheitskämpfer und Wojwodenführer                               |       |       |
|     | Friedrich Nicolovius               | deutscher Verleger                                                           |       |       |
|     | Carl Jonas Pfeiffer                | deutscher Bankier und Malakologe                                             |       |       |
|     | Joseph Reinagle                    | britischer Musiker                                                           |       |       |
|     | Georg Anton Schäffer               | deutscher Arzt im Dienst der Russisch-Amerikanischen Handelskompanie         |       |       |
|     | William Dawes                      | britischer Marineoffizier und Gouverneur von Sierra Leone und den Seychellen |       |       |
|     | Tenskwatawa                        | indianischer Häuptling und Schamane                                          |       |       |